# Rhododendron malayanum
Rhododendron malayanum är en ljungväxtart som beskrevs av William Jack. Rhododendron malayanum ingår i släktet rododendron, och familjen ljungväxter.

## Underarter
Arten delas in i följande underarter:
- R. m. axillare
- R. m. infrapilosum
- R. m. pilosifilum
- R. m. pubens

## Bildgalleri

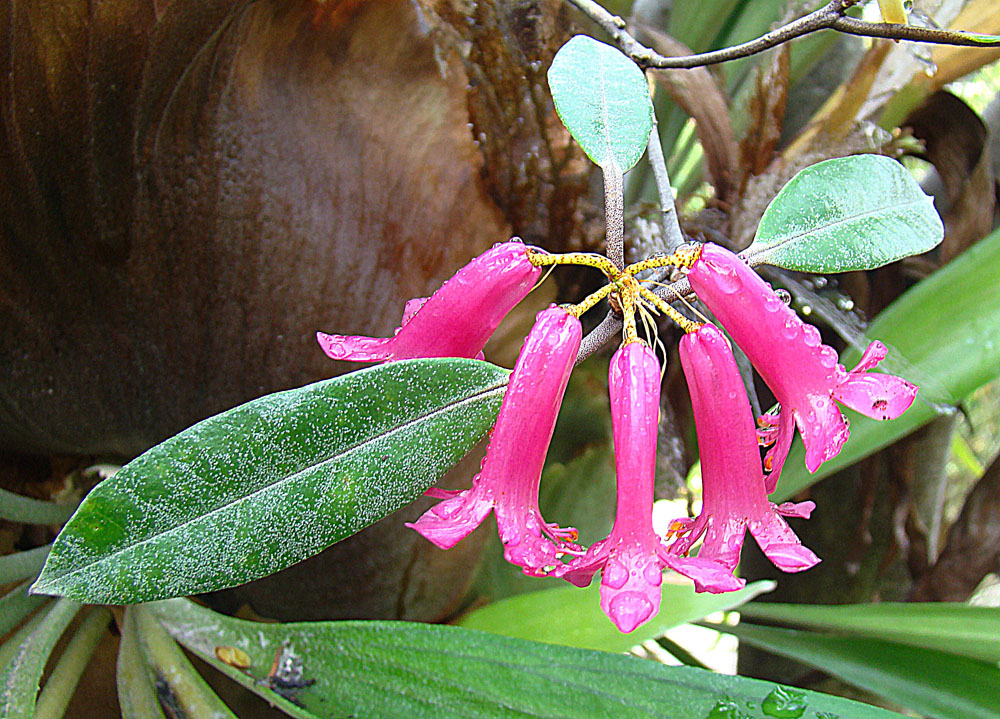